# Netstat
netstat е мрежови инструмент с команден ред, който показва мрежовите връзки по TCP (входящи и изходящи), маршрутните таблици и статистики относно мрежовите интерфейси (физически и виртуални) и мрежовите протоколи. Достъпен е под Unix-базираните операционни системи, включително macOS, Linux, Solaris, BSD, както и под Windows, OS/2, Plan 9 и Inferno.
Обикновено се използва за локализиране на мрежови проблеми и определяне на количеството трафик в мрежата.
В Linux netstat е наследен от ss (част от iproute2). Заместникът на netstat -r е ip route, на netstat -i е ip -s link, а на netstat -g е ip maddr, като всички тези заместители са препоръчителни.